# Damien Nam Myong-hyog
Pour les articles homonymes, voir Saint Damien et Nam.
Damien Nam Myong-hyog (en coréen 남명혁 다미아노) est un laïc chrétien coréen, catéchiste, né en 1802 à Munan près de Séoul en Corée, mort le 24 mai 1839 à Séoul.
Reconnu martyr et béatifié en 1925 par Pie XI, il est solennellement canonisé à Séoul par le pape Jean-Paul II le 6 mai 1984 avec 102 autres martyrs de Corée. 
Saint Damien Nam Myong-hyog est fêté le 24 mai et le 20 septembre.

## Biographie
Damien Nam Myong-hyog naît en 1802 à Munan, à proximité de Séoul, au sein d'une famille noble.
Il commence par mener dans sa jeunesse une vie prodigue avec des compagnons non chrétiens. Vers l'âge de 30 ans, Damien Nam se met à apprendre la religion catholique et commence à pratiquer une vie chrétienne. Quand le prêtre chinois Pacifique Yu Pang-je parvient en Corée, Damien Nam est baptisé par lui.
Damien Nam devient catéchiste et enseigne chez lui la foi catholique et le catéchisme. Charitable, il s'occupe de ses voisins et des malades. Il essaye de baptiser des enfants non chrétiens menacés de mort. Il est apprécié et respecté. Un jour, quelqu'un lui demande comment il voudrait être appelé dans la vie éternelle ; il répond qu'il aimerait être appelé Damian Nam le Martyr et membre de la Société du saint scapulaire.
Les persécutions contre les chrétiens commencent au début de 1839. Sur la dénonciation d'un catéchumène, 53 catholiques se trouvent directement menacés, notamment les catéchistes Augustin Yi et Damien Nam. Ils sont immédiatement arrêtés avec leur famille. Les vêtements, la mitre et le bréviaire de Mgr Laurent Imbert, dont Damian a la charge, tombent entre les mains des policiers.
Damien Yi est très durement interrogé à cause des ornements épiscopaux qui étaient en sa possession. Il répond qu'ils appartenaient à un prêtre déjà martyrisé ; le chef des policiers fait semblant de le croire car il craint les complications s'il arrête un prêtre étranger.
Parce qu'il refuse de renier sa foi, il est sévèrement torturé, jusqu'à en avoir des os cassés. Il est battu au point de perdre connaissance pendant quatre jours, puis retrouve ses esprits. 
Condamné à mort, il écrit à sa femme Marie Yi Yon-hui : « Ce monde n'est rien qu'une auberge par laquelle nous passons. Notre véritable foyer est au Ciel. Suis-moi et deviens martyr. J'aimerais que nous nous retrouvions dans le royaume de la gloire éternelle ». 
Damien Nam Myong-hyog est décapité le 24 mai 1839 à l'extérieur de Séoul, à la Petite porte de l'Ouest,, en compagnie de huit autres catholiques ; selon un témoin, il n'a pas arrêté de prier jusqu'à sa décapitation.

## Canonisation
Damien Nam Myong-hyog est reconnu martyr par décret du Saint-Siège le 9 mai 1925 et ainsi proclamée vénérable. Il est béatifié (proclamé bienheureux) le 5 juillet suivant par le pape Pie XI.
Il est canonisé (proclamé saint) par le pape Jean-Paul II le 6 mai 1984 à Séoul en même temps que 102 autres martyrs de Corée,. 
Saint Damien Nam Myong-hyog est fêté le 24 mai, jour anniversaire de sa mort, et le 20 septembre, qui est la date commune de célébration des martyrs de Corée.